# Critèrium dels Abruços
El Critèrium dels Abruços fou una cursa ciclista italiana que es disputa a la regió dels Abruços. La primera edició de la cursa es disputà el 1993, i es va disputar fins al 2004.

## Palmarès
| Any  | Vencedor             | Segon                | Tercer              |
| ---- | -------------------- | -------------------- | ------------------- |
| 1993 | Gianluca Bortolami   | Andrea Ferrigato     | Michele Bartoli     |
| 1994 | Michele Bartoli      | Maximilian Sciandri  | Rolf Sørensen       |
| 1995 | Alberto Elli         | Andrea Ferrigato     | Gian Matteo Fagnini |
| 1996 | Stefano Colagè       | Mirko Gualdi         | Claudio Chiappucci  |
| 1997 | Daniele Nardello     | Giorgio Furlan       | Stefano Colagè      |
| 1998 | Francesco Casagrande | Alessandro Bertolini | Fausto Dotti        |
| 1999 | Pascal Richard       | Gianmario Ortenzi    | Luca Mazzanti       |
| 2000 | Massimo Apollonio    | Alberto Loddo        | Sandro Giacomelli   |
| 2001 | Milan Kadlec         | Ruggero Marzoli      | Saso Sviben         |
| 2002 | Salvatore Commesso   | Daniele Bennati      | Ruggero Marzoli     |
| 2003 | Matteo Carrara       | Eddy Serri           | Daniele Bennati     |
| 2004 | Enrico Degano        | Matteo Carrara       | Paolo Bossoni       |